# Intron

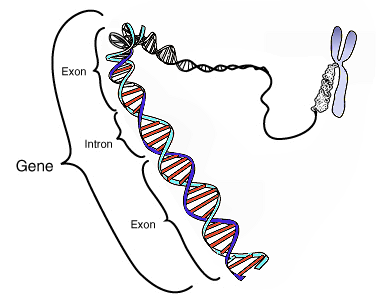
Schematische weergave van de introns en exons van een gen op een chromosoom

Een intron (Engels: intragenic region) is een stukje DNA dat zich bevindt in een gen, maar dat niet wordt gebruikt om het eiwit te coderen. De delen van het gen die wel in het uiteindelijke mRNA terechtkomen, zijn exons.
De situatie is enigszins te vergelijken met een boek waar tussen de leesbare tekst door opeens enkele regels staan die uit willekeurige letters bestaan. Deze willekeurige letters zullen er in het uiteindelijke boek tussenuit gehaald worden, waardoor een verhaal ontstaat dat volledig leesbaar is.

## Introns en splicing

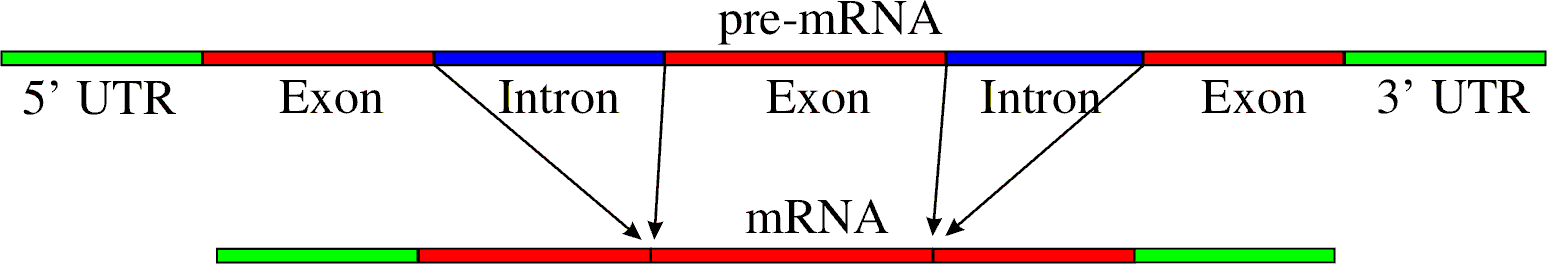
Vereenvoudigde weergave van de splicing waarbij introns uit het pre-mRNA-molecuul verwijderd worden en de exons in het uiteindelijke mRNA overblijven

Voor het maken van een eiwit wordt eerst het hele gen door transcriptie overgeschreven, waarbij een pre-mRNA-molecuul ontstaat, waarin zowel de introns als de exons aanwezig zijn. Van dit pre-mRNA molecuul wordt door splicing het uiteindelijke mRNA-molecuul gemaakt. Hierbij knippen speciale eiwitten de introns uit het pre-mRNA-molecuul. Zij herkennen deze aan speciale stukjes code die het begin en einde van een exon aangeven, de splice sites (splijtplaatsen). De stukken van het gen die in het uiteindelijke mRNA-molecuul overblijven, zijn exons.

## Voorkomen
Niet alle organismen hebben introns tussen de exons van hun genen. Introns komen hoofdzakelijk voor bij eukaryoten, die gekenmerkt worden door celkernen.
Het aantal en de lengte van de introns is sterk afhankelijk van de soort. Zo heeft de kogelvis (Takifugu rubripes) weinig intron-DNA. Zoogdieren en bedektzadigen hebben daarentegen talrijke introns, die vaak veel langer zijn dan de naastgelegen exons.

## Ontdekkers
Voor de ontdekking dat een gen kan bestaan uit introns en exons kregen Richard J. Roberts en Phillip A. Sharp in 1993 de Nobelprijs voor de Fysiologie of Geneeskunde.

## Functies
Soms beïnvloeden (delen van) introns de hoeveelheid eiwit die uiteindelijk van een gen afgeschreven wordt.
De verdere functies van introns zijn nog niet duidelijk. Als introns geen enkele functie zouden hebben en slechts zouden voorkomen als spandrel, is het mogelijk dat deze ongunstig zijn voor het organisme, omdat het tijd en DNA-bouwstenen kost om grote delen van het DNA bij elke celdeling opnieuw te vermenigvuldigen. Het lijkt aannemelijk dat introns een belangrijke functie hebben, aangezien de primitiefste organismen weinig introns hebben en de hoogst ontwikkelde waaronder de mens de meeste, anders zouden ze niet in stand zijn gebleven.